# Lanius tephronotus
L'averla dorso grigio (Lanius tephronotus (Vigors, 1831)) è un uccello appartenente alla famiglia dei Lanidi.

## Etimologia
Il nome scientifico della specie, tephronotus, deriva dall'unione delle parole greche τεφρος (tephros, "cenerino") e νωτον (nōton, "dorso"), col significato di "dal dorso grigio": il nome comune di questi uccelli altro non è che la traduzione di quello scientifico.

## Descrizione

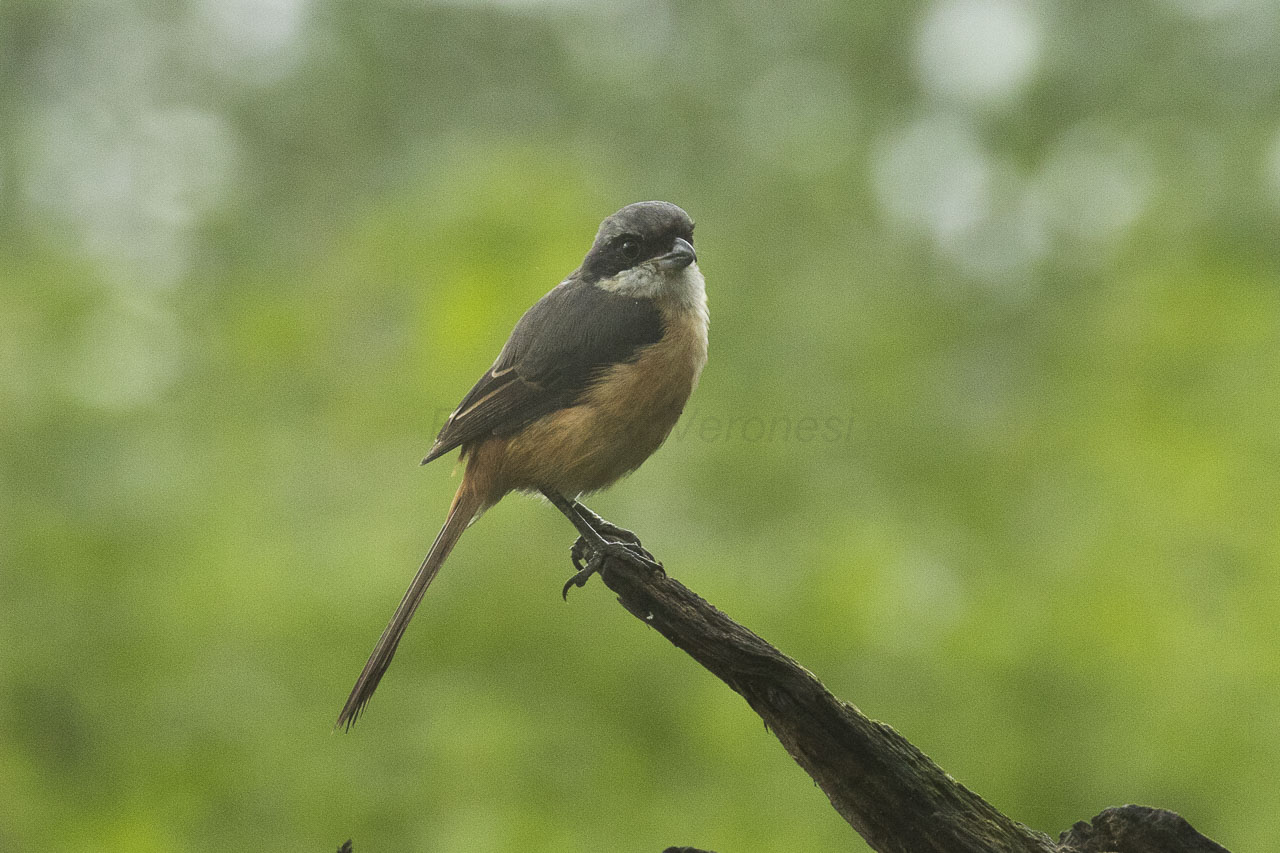
Esemplare a Kaziranga.

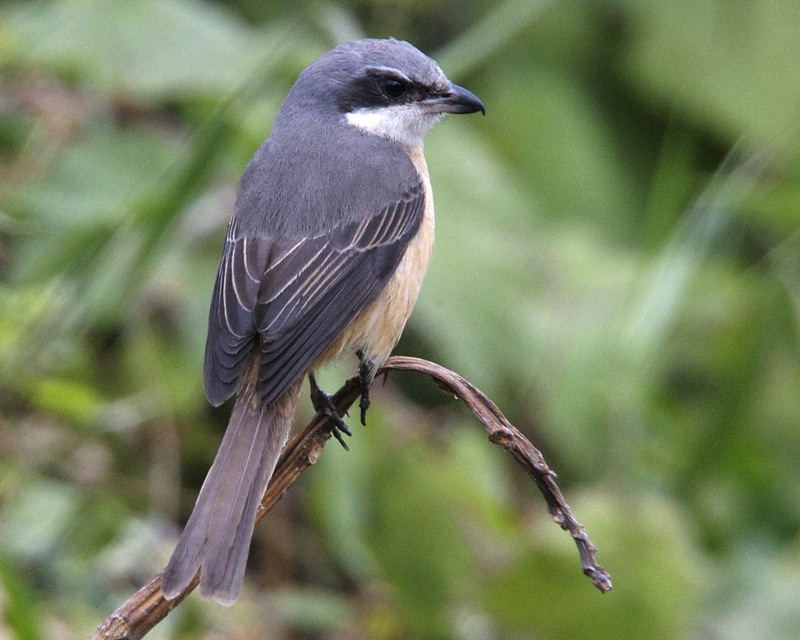
Esemplare a Khao Yai.

### Dimensioni
Misura 21-23 cm di lunghezza, per 39-54 g di peso.

### Aspetto
Si tratta di uccelli dall'aspetto robusto ma slanciato, muniti di grossa testa ovale e allungata con becco forte e dall'estremità adunca, ali corte e arrotondate, forti zampe artigliate e lunga coda (fino a metà della lunghezza totale dell'animale) dall'estremità squadrata.
Il piumaggio si presenta di color grigio cenere su calotta (fronte, vertice e nuca), dorso (caratteristica questa alla quale la specie deve sia il proprio nome comune che il nome scientifico) e scapolare, mentre sul codione la colorazione sfuma nell'arancio-beige, che continua e si intensifica sui fianchi, schiarendosi invece su ventre e sottocoda e digradando nel bianco puro del petto e della gola: la coda, le ali e la mascherina facciale (che si estende dai lati del becco alla parte superiore delle guance e fin quasi alla nuca) sono di colore nero, le seconde con copritrici finemente orlate di biancastro.
Gli occhi sono di colore bruno scuro, le zampe sono di colore nerastro ed il becco si presenta quasi completamente di colore nerastro anch'esso, ad eccezione della parte prossimale della mandibola inferiore che è di color corno.

## Biologia

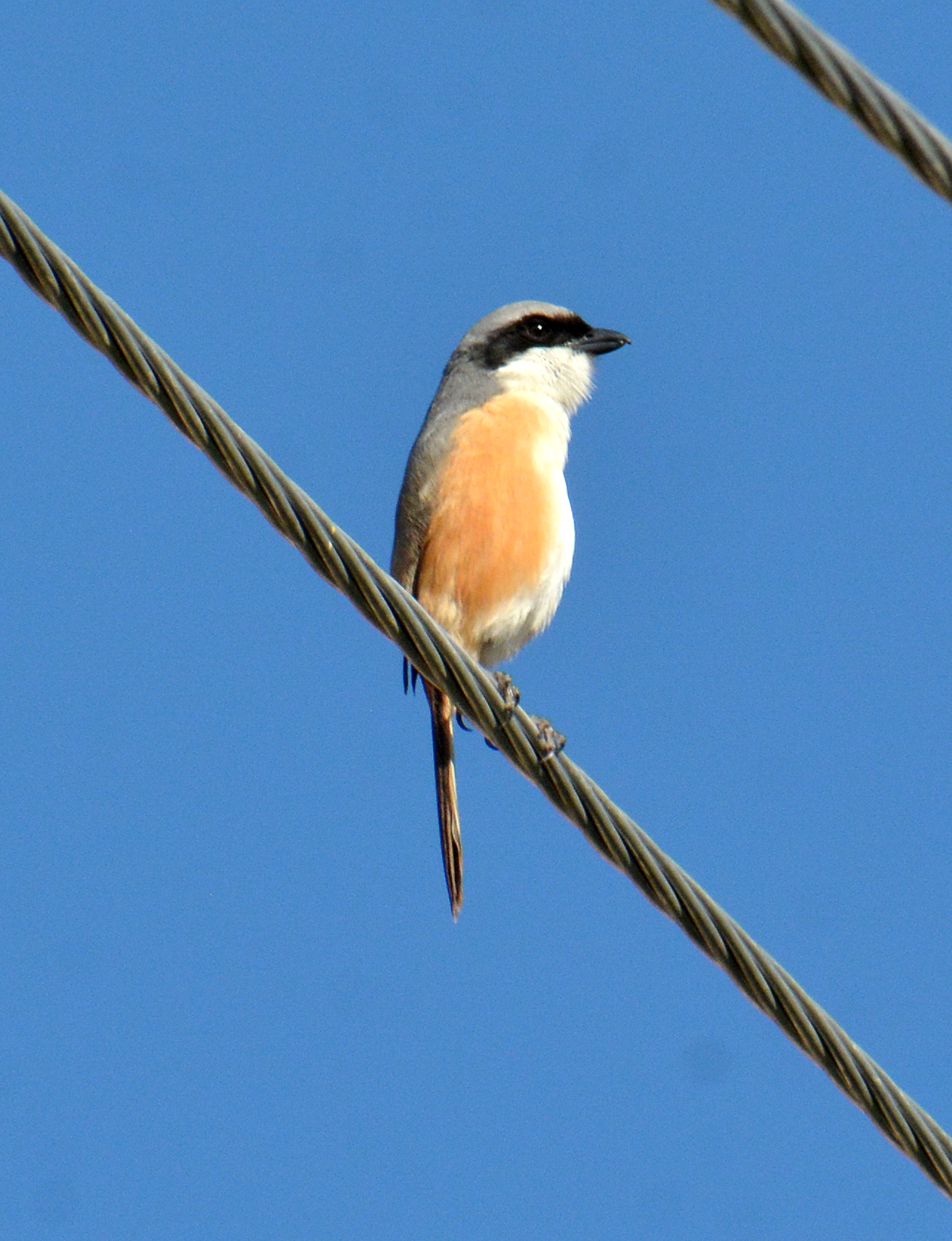
Esemplare vocalizza in Bhutan.

Si tratta di uccelli dalle abitudini di vita diurne e generalmente solitarie, piuttosto territoriali: questi animali, infatti, passano la maggior parte della giornata appollaiati su di un posatoio prominente dal quale possono avere una visione privilegiata dei dintorni, tenendo d'occhio il proprio territorio in cerca di eventuali intrusi che inavvertitamente sconfinino o al contempo di potenziali prede di passaggio.
I richiami dell'averla dorsogrigio sono acuti e fischianti, piuttosto melodiosi (in special modo se comparati a quelli delle altre averle): gli intrusi conspecifici nel territorio, tuttavia, vengono redarguiti con aspri richiami gracchianti.

### Alimentazione

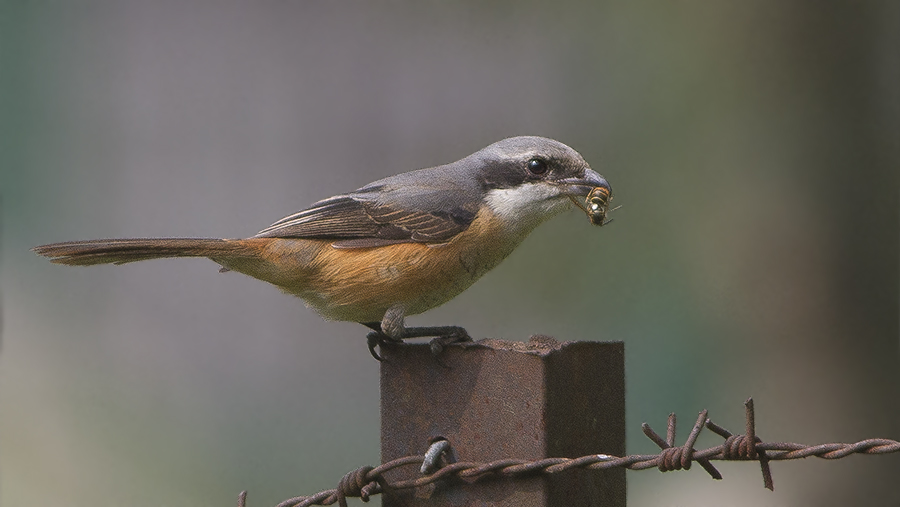
Esemplare nel parco nazionale di Khangchendzonga.

L'averla dorsogrigio è un uccello in massima parte insettivoro, la cui dieta si compone perlopiù di grossi insetti (come ortotteri e coleotteri) e bruchi: questi uccelli, inoltre, predano di tanto in tanto piccoli vertebrati, in particolar modo lucertole.
Come osservabile nella maggior parte delle averle, anche l'averla dorsogrigio è solita spezzettare le proprie prede ed infilzare il cibo in eccesso su supporti appuntiti, in maniera tale da poterlo consumare in un secondo momento. 

### Riproduzione
Si tratta di uccelli monogami, la cui stagione riproduttiva si estende da aprile ad agosto, con la maggior parte delle covate che si verificano in maggio-giugno.
Il nido, a forma di coppa, viene costruito da ambedue i sessi intrecciando rametti e fibre vegetali nel fitto di un cespuglio: al suo interno, la femmina depone 3-5 uova, che provvede a covare da sola (col maschio che sorveglia i dintorni e si occupa di procacciare il cibo per sé e per la compagna) per 15-18 giorni, al termine dei quali cominciano a schiudere pulli ciechi ed implumi.

L'allevamento della prole è a carico di ambedue i partner, che si alternano nel nutrire ed accudire i pulli: in tal modo, essi divengono pronti per l'involo attorno alle due settimane dalla schiusa, affrancandosi completamente dalle cure parentali poco dopo.

## Distribuzione e habitat

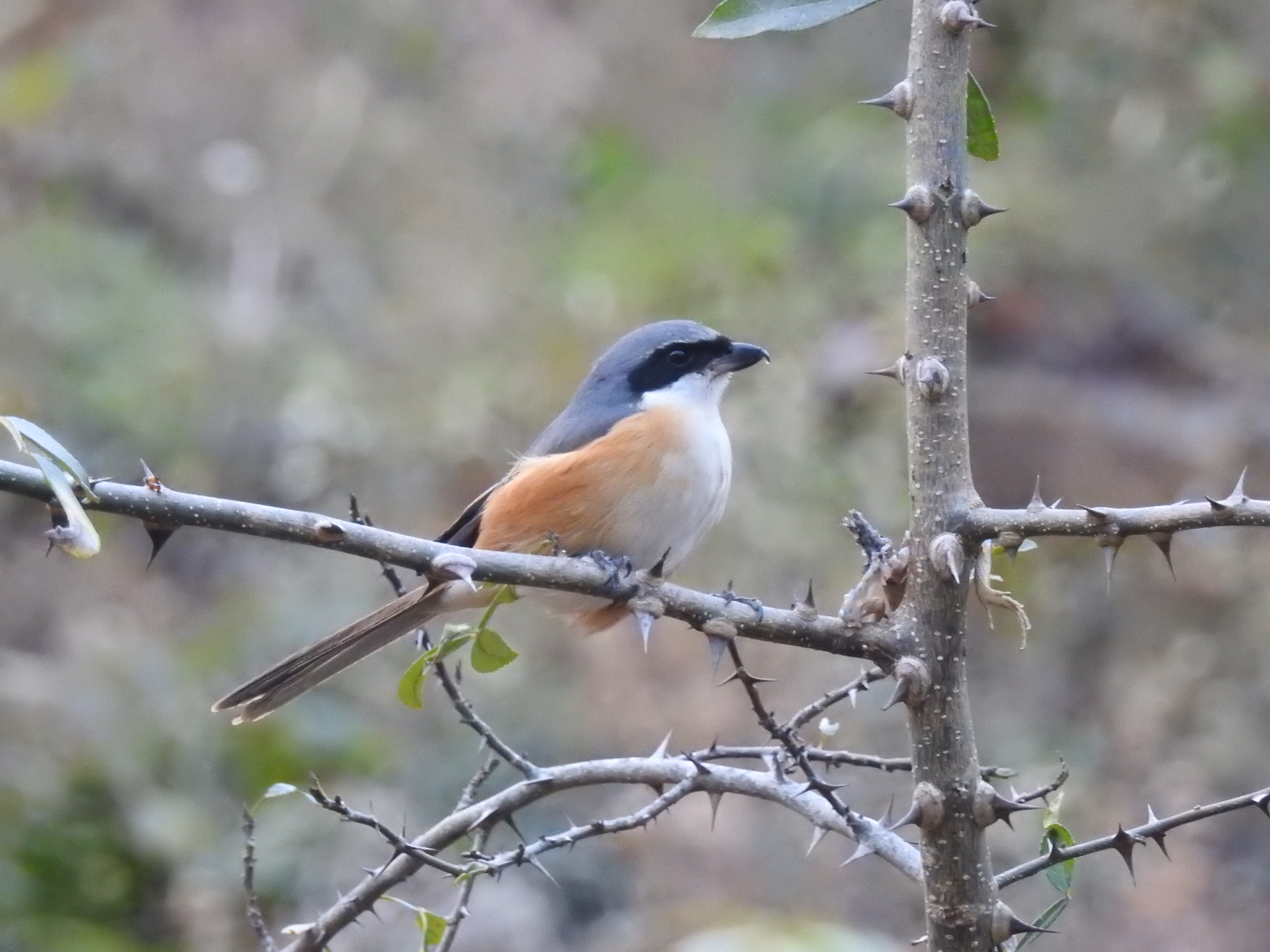
Esemplare su cespuglio spinoso.

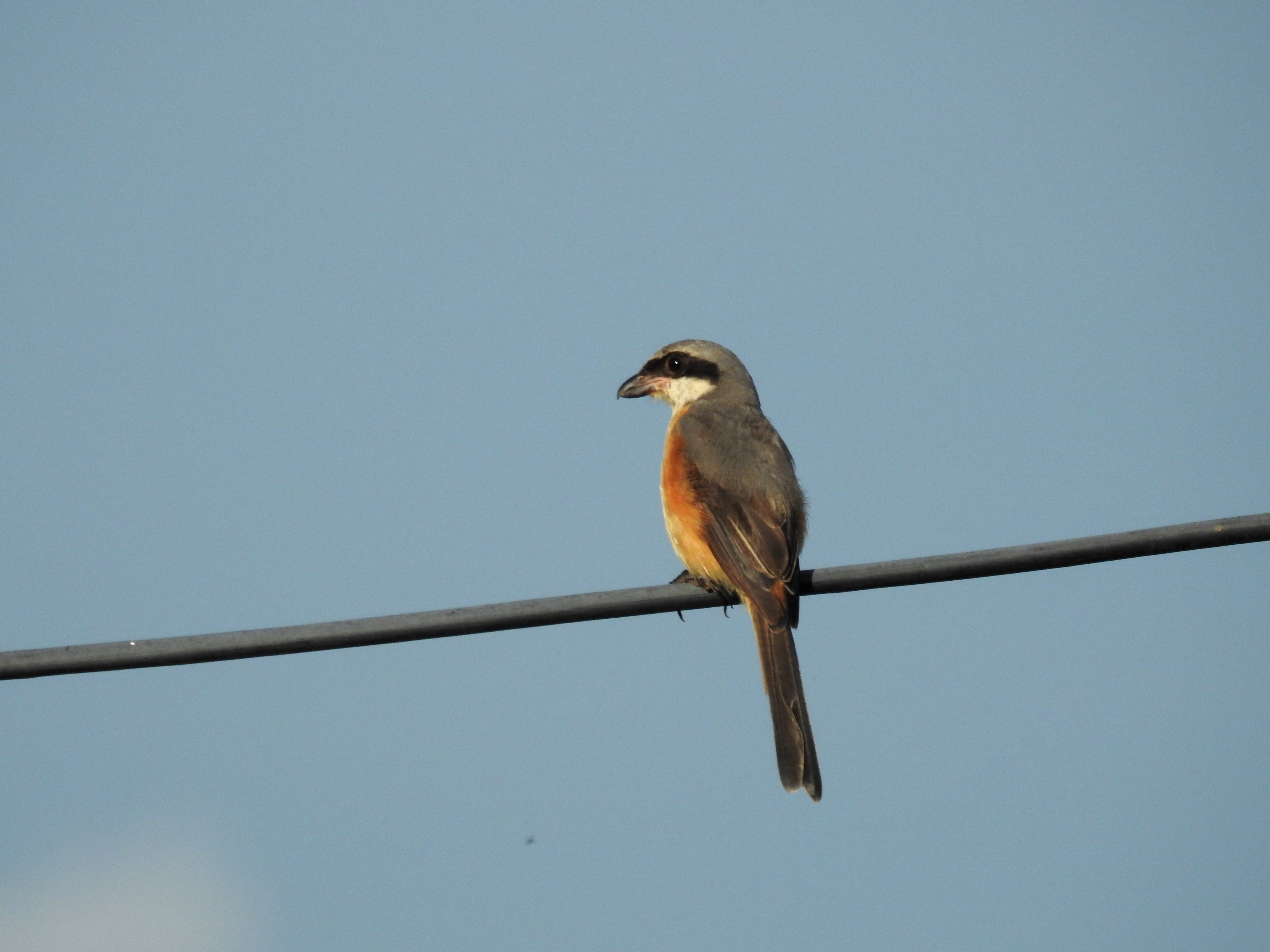
Esemplare ad Aizawl.

L'averla dorsogrigio è diffusa in un areale che va dal Kashmir alla Cina centrale e meridionale (Gansu meridionale, Ningxia e Shaanxi orientale, a sud fino al Qinghai ed allo Yunnan sud-orientali ed al Guizhou centrale), attraverso il Tibet occidentale e meridionale e Bhutan: alcune popolazioni tendono a migrare verso sud durante il periodo invernale, spostandosi alle pendici meridionali dell'Himalaya (India settentrionale e nordorientale, Nepal, Bengala) o nel Sud-est asiatico (Birmania a sud fino al Tenasserim, Thailandia nord-occidentale, Laos settentrionale e orientale, Tonchino e nord dell'Annam).
L'habitat di questi uccelli è rappresentato dai pascoli in quota con presenza di macchie alberate o cespugliose, così come dai margini delle aree boschive e le aree coltivate o urbanizzate con presenza di verde pubblico e giardini.

## Tassonomia
Se ne riconoscono due sottospecie:
- Lanius tephronotus lahulensis Koelz, 1950 - diffusa nell'estremo nord-ovest dell'areale occupato dalla specie (dal nord del Kashmir all'Uttarakhand attraverso il Tibet sud-occidentale);
- Lanius tephronotus tephronotus (Vigors, 1831) - la sottospecie nominale, diffusa nella stragrande maggioranza dell'areale occupato dalla specie;

L'averla dorsogrigio risulta strettamente imparentata con l'averla dalla coda lunga, con la quale vive in simpatria in gran parte dell'areale: sebbene le due specie siano state accorpate da alcuni autori, mentre altri arrivino a considerare la sottospecie lahulensis della specie in esame come una popolazione meticcia o ibrida fra le due, non vi sono prove di meticciamento nelle aree in cui le varie popolazioni si trovano a convivere.